# Sweet India
Sweet India è una sitcom prodotta dalla Solaris Cinematografica con Rai Fiction, diretta da Riccardo Donna e scritta da Adelmo Togliani, Carola Silvestrelli e Stefano Sarcinelli.
La serie è stata prodotta nel 2004 e mandata in onda su Rai 2 nel 2006 per un totale di 13 episodi.
Il cast dei protagonisti è composto da Edy Angelillo, Francesco Foti, Shel Shapiro, Alessandro Parrello e Taiyo Yamanouchi.
La serie ha vinto il Premio Comedy al IX INTERNATIONAL MEDIA EVENTS svoltosi in Bulgaria nel 2006.

## Episodi
| Stagione       | Episodi | Prima TV |
| -------------- | ------- | -------- |
| Prima stagione | 13      | 2006     |